# Petek, Murgul
Petek là một xã thuộc huyện Murgul, tỉnh Artvin, Thổ Nhĩ Kỳ. Dân số thời điểm năm 2010 là 96 người.